# 霍金刺激
《霍金刺激》（英語：The Hawking Excitation）是美国情景喜剧《生活大爆炸》的第五季第21集，也是全剧（不包括未播出试播集在内的）第108集，于美国东部标准时间（UTC-5）2012年4月5日20:00在哥伦比亚广播公司首播，并于9月6日重播。

## 剧情
莱纳德·霍夫斯坦（约翰尼·盖尔克奇饰）、拉杰什·库斯拉帕里（昆瑙·纳亚尔饰）和霍华德·沃洛维茨（西蒙·黑尔贝格饰）三人正在学校餐厅吃饭。霍华德收到了封邮件，说史蒂芬·霍金正要到加州理工学院办讲座，需要一名工程师维护他的轮椅并希望找他来做这份工作。拉杰什说谢尔顿听到这个消息一定会很高兴，因为他是霍金的超级粉丝，霍华德也开始考虑要不要带上谢尔顿。此时，谢尔顿·库珀（吉姆·帕森斯饰）来到了餐厅，说自己彻底改变了对希格斯玻色子的认识。他开始解释他的想法并让霍华德一边呆着，因为他觉得霍华德不够聪明，听不懂他说的。为此，霍华德感到很生气，便拒绝把谢尔顿介绍给霍金。谢尔顿得知霍金一事后，就开始恳求霍华德，但没起作用。
第二天，霍华德开始跟三人聊起他和霍金一起工作的事情。多番请求被拒绝之下，谢尔顿让霍华德好歹把他写的希格斯波色子的论文带给霍金看看，而霍华德表示作为交换谢尔顿要完成几个任务。
首先，霍华德提出让谢尔顿帮他清洗他的腰扣，总计有几十个。他还说由于他小便时离便池比较近，因而腰扣上沾了很多尿。为此，他给了谢尔顿一个黑光灯以便清洗。谢尔顿近乎完美地完成了工作，还给出了搭配建议。之后，霍华德要求谢尔顿穿着法式女仆装去加州理工学院的自助餐厅转一圈，谢尔顿也照做了。
霍华德把谢尔顿穿着女仆装的照片给了他的准新娘伯纳黛特·罗斯滕科夫斯基（梅丽莎·劳奇饰）看，后者认为霍华德把谢尔顿玩得太过了。此时，霍华德的妈妈大叫着提醒伯纳黛特记得陪她去选裙子，而伯纳黛特则回应称谢尔顿会代她去。于是，谢尔顿又被迫去陪霍华德的妈妈购物。
谢尔顿的最后一项任务是称赞一下霍华德的工作，他表示霍华德很擅长他的工作，不过那些工作他认为不值得做。霍华德认为这句称赞出自谢尔顿之口已经很好了，便答应让谢尔顿见见霍金，还透露说他已经把谢尔顿的论文给了霍金。最后的场景中，霍金坐着轮椅上场，跟谢尔顿说他的论文写的不错，但一开头就犯了个数学错误，使整篇论文都是错误的。听了此话，谢尔顿在自己的偶像面前晕了过去。

## 制作
该集的拍摄于2012年3月9日开始，3月12日，主创团队公布了霍金将要出场的消息，3月18日前拍摄工作已经完成。霍金此前已在多部影视剧中出现，包括《星际迷航：下一代》、《辛普森一家》和《飞出个未来》等，在本剧中也多次被提及：2007年的正式版试播集中，霍华德带来了一部霍金1977年在麻省理工学院的演讲视频，而就在上一季的一集中，谢尔顿还在半夜被骗至机场“迎接霍金”。制片方本想要后期再加上他的电子合成音，但霍金坚持现场发声。西蒙·黑尔贝格还在推特上还赞扬了霍金的表演功底。此外，不久之前，3月29日另一剧中人物谢尔顿的英雄——《星际迷航》人物史波克的扮演者伦纳德·尼莫伊才在剧中出现于一幕谢尔顿梦中的场景，不过仅有声音。更早之前，第五季开头美国宇航员迈克尔·马西莫诺也在剧中出场。

## 反响

### 收视
根据尼尔森收视率调查，2012年4月5日首播当晚，《霍金刺激》在CBS共有1301万观众，18－45岁收视率为4.2/14，意味着全美国18到45岁人群中有4.2%观看了该集，而该集播出时在看电视的人群中有14%观看了该集。随后，收视率被调整为1329万观众，18－45岁收视率为4.4/15。该集虽在同时段中收视人数上不敌福克斯电视台的《美国偶像》（1434万观众），但在18－45岁收视率上排行第一。整个晚上的电视节目中，该集排行第三，前面是21:00同在CBS开播的《疑犯追踪》（1369万观众），但18－45岁收视率仍排行第一。此外，《霍金刺激》一集的收视率相比《生活大爆炸》第五季整体上较差，不过4月5日当天电视节目的整体收视情况度不甚理想，据分析可能是耶稣受难日和复活节等的影响。在加拿大，根据BBM Canada的调查，《霍金刺激》一集在当周（4月2日－4月8日）的全国电视网和加拿大英语电视网的英语电视节目收视排行榜上排行第一。

### 剧评
影音俱乐部的奥利弗·萨瓦（Oliver Sava）给该集打出了B-，认为其中的桥段没有超越传统的情景喜剧剧情，并指出该集是连续第二次没有艾米出场，而她本可以给剧情添彩不过艾米的扮演者马伊姆·比亚利克的确去了片场，而且是演员中第一个见到霍金的人。IGN的R·L·谢弗（R.L. Shaffer）给出了7.5分（满分10分），认为该集如以往的填充剧集一样仅围绕着角色之间如何相互影响，以及“谢尔顿学着怎样表现得体”之类的平常事情，但指出该集结尾部分还是挺有趣的。电视评论家（the tv critic）网站对该集仅给出了36分（满分100分），认为剧情了无新意。多篇影评认为剧中伯纳黛特在可爱和无情中快速切换，让谢尔顿代替她陪霍华德的妈妈去逛街的剧情较佳。此外，据中国大陆媒体报道剧迷认为该集是一年来最给力的一集。